# Piquensios
Los piquensios (en griego antiguo: Πικήνσιοι, romanizado: picensii,  eran un pueblo establecido en la parte noreste de la Mesia Superior, en la orilla del Timarus. Los menciona Claudio Ptolomeo (Geografía III. 9 § 2).